# Francisco Ramírez y Granero
Francisco Ramírez y Granero fue un poeta español del último tercio del siglo XIX.
Es autor, entre otras, de las siguientes obras:
- En el mar. Leyenda (1880).
- Un cuento y un romance (1886).
- Cantos de la patria. Romances históricos (1887).[2]